# Église Saint-Jean-Baptiste de Saint-Jean-des-Baisants
Pour les articles homonymes, voir Église Saint-Jean-Baptiste.
L'église Saint-Jean-Baptiste est une église catholique située à Saint-Jean-d'Elle, en France.

## Localisation
L'église est située dans le bourg de Saint-Jean-des-Baisants, commune déléguée au sein de Saint-Jean-d'Elle, dans le département français de la Manche.

## Historique
Le village est détruit pendant les combats de la bataille de Normandie.
Le projet de reconstruction de Guy Pison entraîne une forte opposition locale. Un accord intervient en 1959 seulement et l'édifice est terminé en 1962, selon des plans d'un architecte saint-lois, Belin.
Les verrières  sont inscrites le 4 avril 2005 mais cet arrêté est annulé. En effet, l'ensemble de l'édifice est inscrit au titre des Monuments historiques depuis le 15 décembre 2005.

## Architecture
L'église est bâtie en granit apparent.

## Mobilier
- Vitraux de François Chapuis réalisées en 1967[1].